# Сапожков, Константин Андреевич
Константин Андреевич Сапожков (4 января 1918, Семёно-Александровка, Центрально-Чернозёмная область — 18 сентября 1982, Пенза) — советский ученый в области информационных технологий и вычислительной техники. Доктор технических наук, профессор. Ректор Пензенского политехнического института с 1967 по 1976.
Организатор и первый ректор Рязанского радиотехнического института с 1952 по 1956 год.

## Биография
Родился 4 января 1918 года в селе Семёно-Александровка Воронежской области.
В 1941 году с отличием окончил «ЛЭТИ» имени В. И. Ульянова (Ленина).
Во время Великой Отечественной войны — инженер Артиллерийского ремонтного завода Черноморского флота в г. Севастополе. Под руководством Героя Советского Союза Г. В. Терновского был один из военных инженеров, внедрявших ракетное оружие на катерах Черноморского флота.
Участник обороны Севастополя, весь период осады города-героя обеспечивал на кораблях ремонт приборов управления стрельбой, эвакуировался из города на последнем транспортном судне. Всю войну гражданский инженер Сапожков К. А. выполнял задания командования Черноморского флота по возвращению в строй боевой техники военных кораблей в Одессе и Поти.
В апреле 1947 году поступил в аспирантуру ЛЭТИ, а с декабря 1948 года стал работать старшим преподавателем. Аспирантуру заканчивал заочно. Работая в ЛЭТИ, занимался научной работой, являясь по совместительству научным сотрудником научно-исследовательского сектора института. В мае 1951 года успешно защитил кандидатскую диссертацию.
К. А. Сапожков был назначен директором создаваемого в Рязани радиотехнического института в январе 1952 года. По совместительству с сентября 1952 по сентябрь 1956 года он стал заведовать кафедрой «Счётно-решающие машины и механизмы».
В 1957 году К. А. Сапожков был переведён на работу в ЛЭТИ на должность доцента. В 1959—1960 годах по направлению Министерства высшего и общего специального образования СССР работал в вузах Китайской народной республики, где читал лекции по вопросам применения вычислительной техники при проектировании сложных систем. В 1961 году был назначен проректором ЛЭТИ по учебной работе.
В этот период работы К. А. Сапожков читал лекции по следующим курсам: «Основы вычислительной техники», «Аналоговые вычислительные машины», «Приборы управления», «Специализированные вычислительные машины» и ряд других. Вместе с тем он активно занимался научно-исследовательской работой. Под его руководством было выполнено более 10 крупных НИР, подготовили и защитили диссертации 7 аспирантов.
В конце 1967 года по просьбе Министерства партийный комитет и Учёный совет ЛЭТИ им. Ульянова (Ленина) выдвинули кандидатуру К. А. Сапожкова на должность ректора Пензенского политехнического института. Исполняющим обязанности ректора он был назначен 17 января 1967 года, а 11 апреля 1967 года утверждён ректором Пензенского политехнического института. К. А. Сапожков прибыл в Пензу 3 февраля, до его приезда исполнение обязанностей ректора осуществлял проректор Н. П. Сергеев. В июне 1957 года было присуждено учёное звание профессора.
В январе 1968 года К. А. Сапожков приступил к руководству вузом, одновременно он заканчивал работу над книгой «Основы вычислительной техники». 30 мая 1968 года К. А. Сапожков был избран заведующим вновь созданной кафедры «Конструирование и технология радиоэлектронных устройств». Позднее эта кафедра будет переименована в кафедру «Конструирование и производство радио- и электронной аппаратуры», а теперь это кафедра «Информационное обеспечение управления и производства».
По его инициативе был разработан генеральный план развития ППИ на закрепленной территории, что позволило формировать единый институтский городок. Построены учебные корпуса № 7, 8, спортивный комплекс, столовая, общежития № 3, 4, 5, оздоровительно-спортивный лагерь «Политехник» на реке Вядя. Его усилиями началась широкая подготовка научно-педагогических кадров через целевую и собственную аспирантуру.
Установил тесную связь с семьей выпускника ППИ, космонавта В. И. Пацаева, с космонавтами Звездного городка. В течение нескольких лет руководит коллективом, выполнявшим по заказу НПО «Энергия» научно-исследовательскую работу.
К. А. Сапожков умер 18 сентября 1982 года. Похоронен на Новозападном кладбище г. Пензы.

## Публикации
Автор свыше 130 работ, в том числе книг, монографий, учебных пособий.
Некоторые труды:
- Сапожков К. А. Вычислительные машины непрерывного действия: монография. — Пенза :ППИ, 1964.
- Сапожков К. А. Проектирование и расчет вычислительных машин: учебное пособие. — Пенза :ППИ, 1964.
- Сапожков К. А. Оптимизационные методы решения конструкторских задач: учебное пособие. — Пенза :ППИ, 1980.

### Награды
- Орден Отечественной войны II степени;
- Орден Красной Звезды;
- Орден «Знак Почета»;
- Медаль «За победу над Германией в Великой Отечественной войне 1941—1945 гг.»;
- Медаль «За оборону Севастополя»;
- Медаль «За оборону Кавказа»[4];
- Медаль «В ознаменование 100-летия со дня рождения Владимира Ильича Ленина»;
- Юбилейная медаль «Двадцать лет Победы в Великой Отечественной войне 1941—1945 гг.»;
- Юбилейная медаль «Тридцать лет Победы в Великой Отечественной войне 1941—1945 гг.»;
- Медаль «Китайско-советская дружба»;
- золотая и серебряная медали ВДНХ[5].